# Millisecondo
Un millisecondo (da "milli" e "secondo"; abbreviazione: ms) è un millesimo (1⁄1 000) di secondo.
10 millisecondi (1⁄100 di secondo) sono chiamati un centisecondo.
100 millisecondi (1⁄10 di secondo) sono chiamati un decisecondo.
Per confrontare gli ordini di grandezza di tempi diversi, questa pagina elenca alcuni tempi compresi tra 10−3 secondi e 100 secondi (un millisecondo ed un secondo). Altri tempi caratteristici possono essere trovati in questa tabella.

## Esempi
- 1 millisecondo (1 ms) — tempo di ciclo o periodo (intervallo di tempo tra due onde successive in un fenomeno ondulatorio) ad una frequenza di 1 kHz; durata tipica del lampo di un flash stroboscopico, tempo impiegato dall'onda sonora per percorrere circa 34 centimetri, intervallo di ripetizione del codice C/A nel GPS
- 1,000692286 millisecondi — tempo impiegato dalla luce a percorrere 300 km nel vuoto
- 2,27 millisecondi — tempo di ciclo della frequenza di 440 Hz caratteristica della nota musicale La, utilizzata per accordare gli strumenti musicali, secondo lo standard ISO 16 che stabilisce la frequenza delle note musicali
- 3 millisecondi — la durata del battito d'ala di una Mosca
- 3,3 millisecondi — tempo intercorrente fra l'attivazione e la detonazione di una carica di esplosivo C4
- 4 millisecondi — tempo di ricerca medio tipico per un hard disk che ruota a 10.000 giri al minuto
- 5 millisecondi — il battito d'ala di un'ape
- 8 millisecondi — 1/125 di secondo, standard di velocità dell'otturatore della fotocamera; il più veloce tempo di spostamento nella trasmissione meccanica di un'autovettura
- 10 millisecondi (10 ms) — tempo di un ciclo alla frequenza di 100 Hz
- 11 millisecondi — la latenza di un trasmettitore a led di un telecomando Spektrum Dx7SE[2]
- 16,6 millisecondi (1/60 di secondo) — tempo di ciclo della corrente elettrica alternata a 60 Hz utilizzata negli Stati Uniti d'America
- 20 millisecondi — tempo di ciclo della corrente elettrica alternata a 50 Hz utilizzata in Europa
- 33,3 millisecondi — la frequenza dei fotogrammi in un video a 30 fps
- 41,708 millisecondi — durata di un fotogramma in un video a 24 fps (in realtà 23,976 fps per la maggior parte film)
- 50 millisecondi — periodo del più basso segnale acustico udibile dall'uomo (corrispondente ad una frequenza di 20 Hz)
- 50 millisecondi — tempo necessario per un cambio di marcia in una Lamborghini Aventador
- 60 millisecondi — tempo necessario per un cambio di marcia in una Ferrari 458 Italia
- 60 millisecondi — tempo di ciclo della corrente elettrica alternata a 16,7 Hz utilizzata nella rete ferroviaria elettrificata europea
- 62,5 millisecondi — la durata di una semibiscroma musicale con un metronomo a 60 MM
- da 5 a 80 millisecondi — latenza tipica di una connessione Internet a banda larga (importante per i giochi on-line)
- 100 millisecondi — tempo necessario per un cambio di marcia in una Ferrari FXX
- 125 millisecondi — la durata di una biscroma musicale con un metronomo a 60 MM
- 134 millisecondi — tempo impiegato dalla luce per compiere un giro dell'equatore terrestre
- 150 millisecondi — massimo ritardo raccomandato per il servizio telefonico
- 185 millisecondi — la durata di una rotazione completa del rotore principale degli elicotteri Bell 205, 212 e 412 (la velocità normale del rotore è di 324 giri al minuto)
- 200 millisecondi — il tempo che impiega il cervello umano a riconoscere le emozioni nelle espressioni facciali
- 250 millisecondi — tempo massimo di attesa suggerito per una persona davanti ad un personal computer in attesa del caricamento di una pagina web
- 250 millisecondi — la durata di una semicroma musicale con un metronomo a 60 MM
- da 300 a 400 millisecondi — il tempo per un battito di palpebre dell'occhio umano
- 400 millisecondi — tempo in cui i tiri più veloci nel baseball raggiungono la zona dello strike
- da 430 a 500 millisecondi — ritmo delle più comuni musiche dance (120 - 140 BPM)
- 495 millisecondi — media approssimativa del tempo di andata e ritorno delle comunicazioni tramite satellite geostazionario
- 500 millisecondi — la durata di una croma musicale con un metronomo a 60 MM
- 860 millisecondi — tempo medio di un battito cardiaco umano a riposo
- 1.000 millisecondi — un secondo / 1 Hz
- 86.400.000 millisecondi — un giorno